# Décès en 1309
Décès
- 1305
- 1306
- 1307
- 1308
- 1309
- 1310
- 1311
- 1312
- 1313

Cette page dresse une liste de personnalités mortes au cours de l'année 1309 :
- 24 janvier : Guido Bonacossi, membre de la famille des Bonacossi, seigneur de la ville de Mantoue.
- 19 février : Bogusław IV, duc de Poméranie occidentale.
- mai : Gauthier II de Montfaucon, seigneur de Montfaucon, de Vuillafans-le-Neuf et des biens situés dans le canton de Vaud qui sont Orbe et Échallens.
- 6 mai : Charles II d'Anjou, prince de Salerne, puis roi de Naples (ou Sicile Péninsulaire), comte de Provence, d'Anjou et du Maine.
- 20 mai : Jacques de Saint-Georges,  architecte d'origine savoyarde.
- 16 juillet : James Stuart, High Steward (Grand Sénéchal) héréditaire d'Écosse et Gardien de l'Écosse pendant l'absence de la reine Marguerite Ire d'Écosse.
- 10 août : Giovanni Boccamazza, cardinal italien.
- 9 décembre : Henri III de Głogów, duc de Głogów et duc de Grande-Pologne.

- Jacques Eudes Colonna, 56e évêque de Toul.
- Jean II de Dreux, comte de Dreux.
- Gautier II d'Enghien, chevalier brabançon, seigneur d'Enghien, avoué de Tubize.
- Angèle de Foligno, religieuse franciscaine italienne, une des premières grandes mystiques reconnues par l'Église catholique romaine.
- Godefroid de Fontaines, philosophe et théologien scolastique, désigné par le titre de Doctor Venerandus (Docteur vénérable).
- Eudes III de Grandson ou Othon de Grandson, 55e évêque de Toul, puis évêque de Bâle.
- Bernat de Rocafort, un des chefs de la Grande compagnie des Almogavres.
- Alida de Sienne, sainte catholique, connue sous le nom français de sainte Alde.
- Isabelle de Valois, noble de Bretagne.
- Frédéric VII de Zollern,  comte de Zollern.
- Robert du Pont, évêque de Saint-Malo.
- Lovato Lovati, juge, avocat et poète padouan.
- Orgyenpa Rinchen Pal, maître tibétain, détenteur de la lignée du Rosaire d'Or.
- Taliku, khan gengiskhanide qui règne brièvement sur le khanat de Djaghataï à la mort de Kundjuk.
- Tettsū Gikai, patriarche sōtō.

## Crédit d'auteurs
- Cet article est partiellement ou en totalité issu de l'article intitulé « 1309 » (voir la liste des auteurs).